# Ілліно (Торжоцький район)
Ілліно (рос. Ильино) — присілок в Торжоцькому районі Тверської області Російської Федерації.
Населення становить 164 особи. Входить до складу муніципального утворення Грузинське сільське поселення.

## Історія
Від 2005 року входить до складу муніципального утворення Грузинське сільське поселення.

## Населення
| 1859 | 1884 | 1920 | 1997 | 2002 | 2010 |
| ---- | ---- | ---- | ---- | ---- | ---- |
| 155  | ↗183 | ↗243 | ↘230 | ↘195 | ↘164 |